# Нова Весь (Бродницький повіт)
Нова Весь (пол. Nowa Wieś, нім. Adlig Neudorf) — село в Польщі, у гміні Яблоново-Поморське Бродницького повіту Куявсько-Поморського воєводства.
Населення — 285 осіб (2011).
У 1975-1998 роках село належало до Торунського воєводства.

## Демографія
Демографічна структура станом на 31 березня 2011 року:
|          | Загалом | Допрацездатний вік | Працездатний вік | Постпрацездатний вік |
| -------- | ------- | ------------------ | ---------------- | -------------------- |
| Чоловіки | 145     | 36                 | 93               | 16                   |
| Жінки    | 140     | 35                 | 72               | 33                   |
| Разом    | 285     | 71                 | 165              | 49                   |